# 大野日吉神社
大野日吉神社（おおのひよしじんじゃ）は、石川県金沢市大野町5丁目81番地にある神社。祭神は、大山咋神と大物主神。創建は天平5年（733年）と伝える。

## 概要
金沢港に近く、醤油の製造で有名な大野町に鎮座する。
社殿が高台に位置するため、参道はかなり傾斜の急な坂道になっている。
背後には、大野やすらぎの森が存在する。
『村社日吉神社御由緒調査書』によると、近江国の日枝山から大山咋神を勧請したのが当社の創建である。創建については、この説の他にも数説が存在する。
近隣の、大野湊神社とは深い関係があるとされる。

## 歴史
創建当初の祭神は大山咋神のみであったが、貞観2年（860年）に大物主神を勧請して合祀。
保元年間(1146年～1148年)には非常な繁栄を誇った。
しかしその後、木曾義仲の軍勢や、賊徒の手によって、二度社殿が焼失。
次第に威勢を失う。
だが一転して、江戸時代には加賀藩の藩主、前田家によって篤い崇敬を受ける。
歴代藩主が当社に数度参詣。また、宝物の奉納や祈祷も行った。
氏子の崇敬も篤く、創建から1000年、1050年、1100年を記念した3度の祭典が行われた。
明治7年(1875年)、それまでの山王権現との名称を廃して、日吉神社と改めた。
昭和6年(1931年)には郷社となる。

## 文化財
金沢市指定無形民俗文化財
- 山王悪魔祓

## 交通
- 北陸鉄道バス 大野バス停下車。徒歩5分。